# Atelier R
Atelier R was de benaming van een groep jonge striptekenaars onder leiding van Claude Renard in het kader van de stripopleiding aan de hogeschool Saint-Luc (Sint-Lukas) in Brussel. De belangrijkste publicatie van het atelier was Le 9ème rêve.
In 1975 begon als docent aan de stripopleiding van Saint-Luc. Deze was opgestart in 1968 en werd tot dan geleid door Eddy Paape. Waar die laatste een vertegenwoordiger van het traditionele stripverhaal was, zocht Renard naar vernieuwing. Het volgende jaar nam Renard de leiding over en koos voor het experimentele, esthetiserende stripverhaal, waar ruimte was voor andere grafische stijlen en technieken. Ze werden beïnvloed door de vernieuwing in de Franse strip met tijdschriften als Charlie Mensuel, L'Écho des Savanes, Métal Hurlant en Fluide Glacial. Het was ook de periode waarin het stripblad voor volwassenen (À Suivre) werd opgestart door uitgever Casterman. Verschillende leerlingen van Renard uit zijn Atelier R zouden vaste waarden worden in (À Suivre), zoals Benoît Sokal en François Schuiten. Deze laatste zou na zijn studie ook lesgeven in Atelier R. Andere leerlingen van Renard waren onder andere Andreas, Philippe Berthet, Frédéric Bézian, Antonio Cossu, Chantal de Spiegeleer, Michel Duveaux, Philippe Foerster, Philippe Francq, Gérard Goffaux, Alain Goffin, Marc Hernu, André Moons, André Osi, Séraphine en Yves Swolfs.
Atelier R zet tentoonstellingen op en toont werk in de publicatie Le 9ème rêve dat occasioneel verscheen tussen 1978 en 1984. André Franquin schreef het voorwoord voor het eerste nummer en uiteindelijk zouden er in totaal vijf nummers verschijnen.
Renard verliet Saint-Luc in 1983 en werd opgevolgd door Pierre Pourbert en Mark Sevrin.